# The War of Art
«The War of Art» (укр. «Війна через мистецтво») — п'ятнадцята серія двадцять п'ятого сезону мультсеріалу «Сімпсони», прем'єра якої відбулась 23 березня 2014 року у США на телеканалі «Fox».

## Сюжет
Ліса дуже хоче морську свинку, тож після певних обговорень батьки купують їй. Якось нова морська свинка втікає зі свого загінчику і пробирається у стіну. Вона знищує картину у вітальні Сімпсонів.
Сімпсони вирішують купити нову картину на гаражному розпродажі. Мардж закохується у прекрасну картину Ван Гутенів, яку Гомер купує за 20 доларів.
Коли вдома Мардж знімає рамку, то виявляє, що на картині є підпис Йохана Олденвельдта, відомого художника. За оцінками оцінювача мистецтва, на аукціоні це може принести від 80 до 100 тисяч доларів. Мардж хоче поділитися виручкою від продажу з Ван Гутенами, але Гомер не погоджується. Він каже, що Сімпсони повинні спершу подбати про власне фінансове забезпечення і тримати продаж у таємниці від них. Розмову підслуховує Мілгаус і розповідає батькам. Ван Гутени публічно обурюються на Сімпсонів через таємницю, що викликає загальноміський поділ думок, підтримати Сімпсонів чи Ван Гутенів.
Несподівано на аукціон приходить Дон, колишня коханка Кірка, і стверджує, що той забрав у неї картину. Аукціон призупинено до встановлення права власності. Зрештою, Кірка виганяє дружина…
Він розповідає Гомеру, що придбав картину на острові Ісла-Верде в Пуерто-Рико і, насправді, Картина ніколи не належала Дон. Гомер і Ліса їдуть на острів, до кафе, в якому Кірк здійснив покупку. Вони підтверджують слова Кірка та законність покупки Гомера. Коли Гомер починає святкувати, один із клієнтів його перебиває і стверджує, що є справжнім автором картини. Він виявляється Клаусом Циґлером, фальсифікатором творів мистецтва, який обдурив художні галереї по всьому світу, бездоганно наслідуючи техніки інших живописців. Хоча Ліса заперечує проти практики Циґлера, він переконує її, що його підробки приносять задоволення людям, які їх бачать. Гомер платить йому за створення трьох нових картин для вирішення ситуацій: сімейний портрет для Ван Гутенів, нову картину вітрильника для вітальні Сімпсонів та гірку картину з автоматом для Гомера.
У фінальні сцені показано коротку історію «Струпо», галюциногенного алкогольного напою, що викликає звикання, приготованого на острові Ісла-Верде.

## Виробництво
Французька студія, де запрошена зірка Макс фон Сюдов записував свої репліки, відмовлялась надсилати авдіодоріжки, допоки чек від «Fox» не було підтверджено.
Жарт про камені, які летіли у вікно Сімпсонів за чи проти них, написав сценарист Майк Скаллі.

## Цікаві факти і культурні відсилання
- Серія перегукується з низкою реальних мистецьких історій, включно зі справою Вольфганга Белтраккі, засудженого німецького фальсифікатора мистецтва, а також зі справою про пейзаж П'єра-Огюста Ренуара, придбаний на барахолці за 7 доларів[2].

## Ставлення критиків і глядачів
Під час прем'єри серію переглянули 3,98 млн осіб з рейтингом 1.9, що другим найпопулярнішим шоу на каналі «Fox» тієї ночі, після «Сім'янина».
Денніс Перкінс з «The A.V. Club» дав серії оцінку B, сказавши, що серія «схожа на ранніх Сімпсонів у вихідний день ― приємно забути. За винятком того, що якби у старому шоу був поганий епізод одного тижня, це було надійною ставкою, що наступний буде кращим. Зараз є невтішне відчуття, що серії тихої компетентності без будь-яких серйозних помилок буде достатньо». Він додав, що, незважаючи на одну з ряду дорікань щодо нещодавніх Сімпсонів, щодо «незацікавленості акторським складом», у цьому епізоді було зрозуміло, що Ярдлі Сміт віддала 100 % [зусиль в озвучуванні] Лісі в її одержимості морськими свинками.
Тоні Сокол з «Den of Geek» дав серії чотири з п'яти зірок, сказавши:
|  | Я вже говорив і ще раз скажу, що «Сімпсони» піднімаються над усіма нинішніми телевізійними комедіями… «Сімпсони», як правило, бідні на жарти… Вони використовують менш актуальні сюжети, подріблені для загальної вищої якості комедії. |

Він додав, що епізод розкриває «красу підробки».
Тереза Лопес з «TV Fanatic» дала серії дві з п'яти зірок, сказавши, що «хоча серія чітко зосереджена і прониклива поглядом на те, як гроші можуть зруйнувати стосунки, їй не вистачало необхідного гумору, щоб збалансувати важкі уроки». Вона також зазначила, що «легко зрозуміти, як картина легко розділяє весь Спрінґфілд. Ми напевно можемо зрозуміти обидві сторони дискусії».
У січні 2015 року сценариста серії Роба Лазебника було номіновано на премію «Енні» у категорії «Найкращий сценарій анімаційної програми».
Згідно з голосуванням на сайті The NoHomers Club більшість фанатів оцінили серію на 4/5 із середньою оцінкою 3,8/5.